# Vasile Pârvan
Vasile Pârvan (n. 28 septembrie 1882, Huruiești, Bacău, România – d. 26 iunie 1927, București, România) a fost un istoric, arheolog, epigrafist și eseist român, membru titular (din 1913) al Academiei Române.

## Date biografice
Vasile Pârvan provenea dintr-o familie modestă, fiind primul copil al învățătorului Andrei Pârvan (cu înaintași răzeși în Basarabia) și al Aristiței Chiriac (din Dobrenii Neamțului). Acesta a primit prenumele Vasile, la fel ca unchiului său, Vasile Conta (mama sa fiind verișoara filozofului). 
În 1913 s-a căsătorit cu Silvia Cristescu, nepoata lui Ioan Bogdan, fostul său profesor. În timpul Primului Război Mondial s-a refugiat la Iași (în 1916) iar apoi la Odesa (în 1917) unde i-a murit soția, la nașterea copilului.
Pasionat în totalitate de munca de pe șantier, Vasile Pârvan a ignorat apendicita de care suferea. A ajuns în final pe masa de operație, însă a fost mult prea târziu pentru a-i fi salvată viața; a decedat  la doar 45 de ani, în plină putere creatoare. 

## Educație
A urmat învățământul primar la Berești și studiile liceale în cadrul Colegiului Național „Gheorge Roșca Codreanu” din Bârlad (1893-1900).  A studiat apoi la Facultatea de litere și filosofie a Universității din București (1900-1904), avându-i ca profesori pe Nicolae Iorga, Ioan Bogdan și Dimitrie Onciul.  
În 1904 a plecat cu o bursă a Universității din București (din „fondul Hillel”) într-un zbuciumat periplu de studii în Germania, urmând cursurile a trei universități (Jena, Berlin și Breslau) și având deseori probleme materiale și de sănătate. La Breslau a obținut titlul de Doctor cum laude (sub conducerea profesorului Conrad Cichorius) cu lucrarea Naționalitatea negustorilor din Imperiul roman (1908, în limba germană), considerată de specialiști ca unul din cele mai bune studii despre dezvoltarea comerțului în antichitatea clasică. Colegii germani îl numeau „micul Mommsen” fapt care – ținând seama că „marele” Theodor Mommsen fusese recent distins (în 1902) cu premiul Nobel pentru monumentala sa Istorie a Romei Antice – sugera interesele de cercetător ale lui Vasile Pârvan.

## Activitate profesională

### Activitate publicistică
În anul 1900 a debutat în publicistică la „Noua revistă română”. Din anul 1902 a început să colaboreze cu „Convorbiri literare” iar în anul următor cu „Voința națională”, „Tribuna poporului”, „Luceafărul” etc. În 1906 a aderat ca „soldat al cauzei celei drepte” la Frăția Bunilor Români (organizație creată de Nicolae Iorga), începând să scrie pentru „Semănătorul” și „Neamul românesc”. Din 1907 a început colaborarea cu „Viața românească” și „Gazeta generală a învățământului”.

### Activitate didactică și de cercetare
A fost profesor la Universitatea din București din 1909 (titular din 1913), unde i-a urmat la catedră lui Grigore Tocilescu (imediat după moartea acestuia). În 1910 a devenit membru corespondent al Academiei Române, iar trei ani mai târziu – membru titular.  În 1919 a fost numit profesor de istorie antică și la Universitatea Regele Ferdinand I din Cluj. De asemenea, a fost membru al mai multor academii și societăți științifice din străinătate; între altele a fost profesor agregat la Sorbona (din 1926) și membru al Comitetului Internațional al Științelor Istorice (Geneva).
În scopul rezolvării problemelor legate de istoria Daciei, a organizat o serie de săpături sistematice, îndeosebi în stațiunile arheologice din a doua epocă a fierului.  Pe baza rezultatelor parțiale ale săpăturilor a scris Getica (1926) – cea mai importantă lucrare a sa – o vastă sinteză istorico-arheologică, prin care a readus în prim planul cercetării istorice rolul politic și cultural al daco-geților; unele lipsuri și exagerări (printre care accentuarea rolului sciților și al celților în dezvoltarea culturii geto-dacice) nu știrbesc valoarea acestei lucrări.
S-a preocupat îndeosebi de arheologie, preistorie și istoria civilizației greco–romane. A organizat numeroase șantiere arheologice, dintre care cel mai important este cel de la Histria și a publicat numeroase studii, rapoarte arheologice și monografii, cuprinzând un material documentar vast, valoros și util. A condus șantierul de la Histria până în 1926. Dintre cei 12 ani cât i-a fost dat lui Vasile Pârvan – în calitate de director al Muzeului Național de Antichități – să conducă săpăturile arheologice de la Histria, doar în nouă ani (1914–1916; 1921–1926) s-au putut desfășura campanii normale.
Proporțiile relativ restrânse ale operei sale se explică prin: (1) intensa activitate organizatorică a acestui șef de școală și (2) ariditatea și lipsa de informație a zonelor pe care și-a concentrat activitatea. Mircea Gheorghe nota:
„«Getica» făcea parte dintr-o proiectată trilogie pe care marele savant nu a mai reușit s-o termine. Aceasta trebuia să fie urmată de o altă lucrare, «Dacia romană» și apoi de o a treia, «Protoistoria slavilor». Postum a apărut lucrarea neterminată «Dacia. Civilizațiile străvechi din regiunile carpato-dunărene», care ar fi făcut parte din trilogie, dacă Vasile Pârvan ar fi avut răgazul să o dezvolte. [...] Obiectivul fundamental al trilogiei era analiza procesului de  formare a poporului român prin sinteza daco-romană și prin asimilarea slavilor și a altor alogeni confruntați cu o românitate rurală puternică. Teza lui era limpede: romanii au prins rădăcini prin ocupațiile agricole și au format o comunitate puternică, pe care venirea altor neamuri nu a putut să o disloce”.
Concepția sa a fost că singurul obiect real al istoriei este cultura, viața spirituală, celelalte aspecte ale vieții fiind utile în măsura în care ajută la înțelegerea evoluției spiritului uman. Prin concepția sa istorică idealistă, expusă în studiul sociologic Ideile fundamentale ale culturii sociale contemporane și în eseuri (volumele Idei și forme istorice și Memoriale) a reușit să facă o sinteză a neohegelianismului și neokantianismului și s-a declarat adversar al șovinismului și al cosmopolitismului. În „Parentalia", acesta scrie: „Bărbatul e, înainte de orice, fiul Femeii”.

### Lucrări reprezentative
- Relațiile lui Ștefan cel Mare cu Ungaria (1905)
- M. Aurelius Verus Caesar și L. Aurelius Commodus (1909)
- Contribuții epigrafice la istoria creștinismului daco–roman (1911)
- Cetatea Tropaeum (1912)
- Idei și forme istorice (1920)
- Memoriale (1923)
- Începuturile vieții romane la gurile Dunării (1923)
- Getica. O protoistorie a Daciei. Arhivat în 25 martie 2019, la Wayback Machine. (1926)
- Dacia. Civilizații străvechi din regiunile carpato–danubiene (publicată postum în 1928 în limba engleza, tradusă în limba română în 1937)

### Activitate managerială

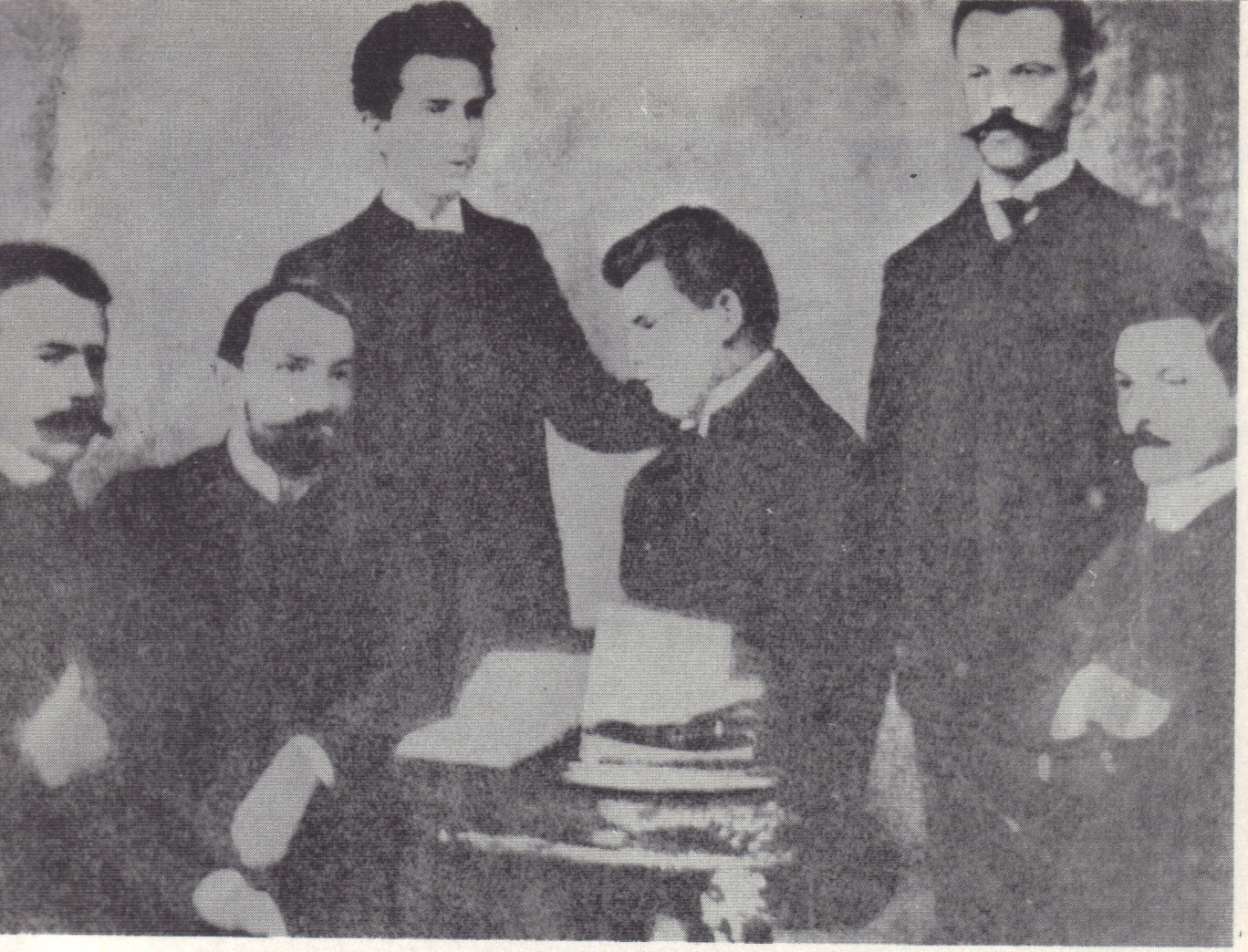
Ion Scurtu, Ilarie Chendi, Vasile Pârvan, Mihail Sadoveanu, Alexandru I. Lapedatu și Ștefan Octavian Iosif (de la stânga spre dreapta)

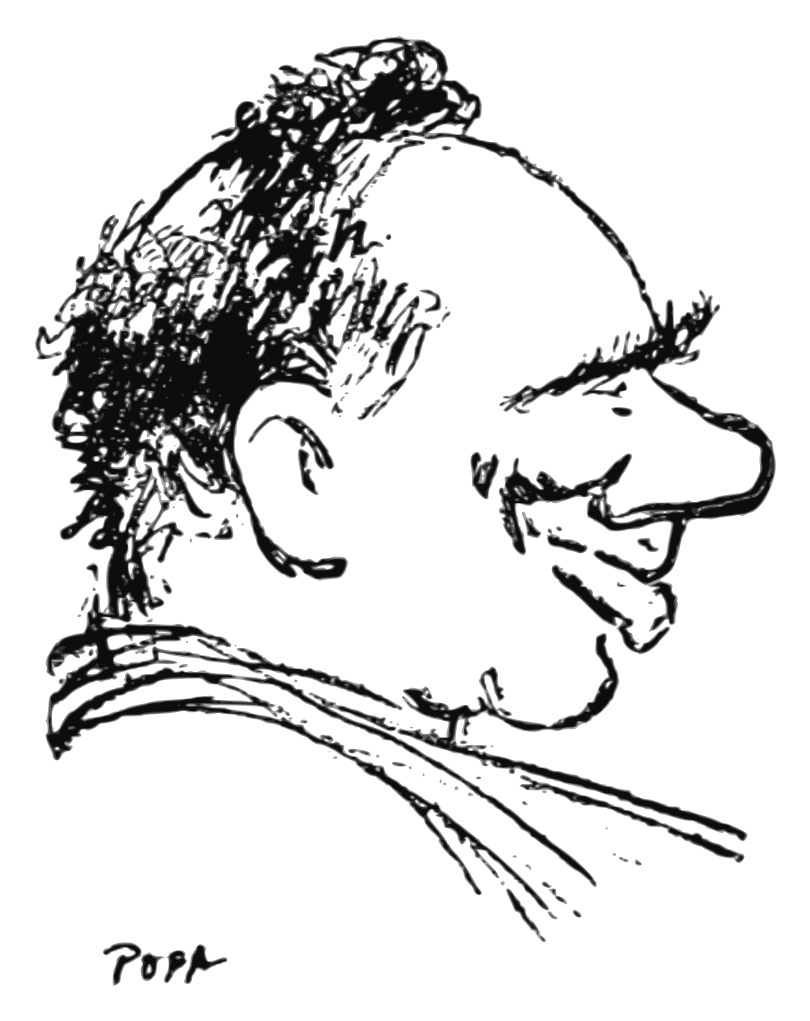
Vasile Pârvan așa cum a fost văzut de către Victor Ion Popa. În fapt, cei doi „împart” postum clădirea teatrului/muzeului din Bârlad

Între 1910 și 1926 a fost director al Muzeului Național de Antichități. În 1919 a fondat Institutul de Antichități din Cluj, iar un an mai târziu editura „Cultura națională”, unde a îngrijit mai multe colecții.
A fost vicepreședinte al Academiei Române (1921–1922), iar din 1923 a activat ca secretar general până la decesul survenit în 1927.
Vasile Pârvan a avut un rol deosebit în crearea noii școli românești de arheologie. Astfel, în 1914 a fost unul dintre întemeietorii Institutului de studii sud-est europene. A organizat mai târziu (1921) Școala română din Roma, instituție a cărui director a fost până la moartea sa. Scopul acestei instituții a fost de perfecționare a tinerilor arheologi și istorici; tot aici a inițiat și condus apariția anuarelor acesteia „Ephemeris Dacoromana” și „Diplomatarium Italicum”, precum și prima serie a revistei Dacia. 
A contribuit la formarea istoricilor Hortensia Dumitrescu, Vladimir Dumitrescu, Ecaterina Dunăreanu Vulpe, Ion Nistor, Dionisie M. Pippidi, Dorin Popescu, Gheorghe Ștefan, Radu Vulpe, care i-au continuat activitatea.

### Ecouri
Savantul Nicolae Iorga scria: 
„Nu se va găsi nimeni care să unească darurile cele adunate în cel care așa de repede părăsește o glorioasă carieră: cunoștinți arheologice și istorice de o imensă bogăție, o râvnă nesfârșită alături de cea mai sistematică muncă, grija de cel mai neînsemnat detaliu, alături de îndrăzneala celei mai înalte ipoteze. Toate făceau din el un arheolog privit ca egalul oricui în stăinătatea cea mai cultă”.
La rândul său, George Călinescu nota: 
„Nu stilul, nu preocuparea lui Pârvan sunt de imitat, ele fiind elementele personale unice și nereproductibile; ci forma acțiunii sale, acea religie a construcției, acea înverșunare a gândului ce nu se dă bătut... Dar se poate că zâmbetul îndurerat al aceluia pe care parcă i-a tăiat firul unui gând nedesăvârșit va stârni în sufletul vreunui tânăr o furtună sublimă, o hotărâre eroică, o năzuință nobilă către monument, către expresia permanentă și reabilitarea geniului, care este o cupolă michelangiolescă, peste ziduri înalte și groase de trudă și meditație”.

## In memoriam
- Institutul de Arheologie din București și Muzeul județean din Bârlad au fost numite astfel în onoarea savantului, ca recunoaștere a meritelor acestuia în domeniu.
- Casa memorială „Vasile Pârvan” din satul Perchiu este închisă și se află într-o stare avansată de degradare.
- Unul din premiile anuale ale Secției de științe istorice și arheologie a Academiei Române îi poartă numele.
- Bursele de cercetare si formare postuniversitară și postdoctorală „Vasile Pârvan” la Accademia di Romania din Roma, au fost instituite prin H.G. nr. 101/2002, modificată și completată prin H.G. nr. 918/2011.
- Simpozionul Național „Vasile Pârvan” este organizat anual de către Complexul Muzeal „Iulian Antonescu” Bacău, în parteneriat cu Arhivele Naționale Bacău.
- Figura sa apare pe un timbru din 1962 (cu valoare nominală de 35 de bani) și pe o carte poștală din 1963.
- Nichita Stănescu i-a dedicat elegia a doua - Getica.[25]
- Numeroase școli (de exemplu în Bârlad) și licee (de exemplu în Constanța, Gotești/Moldova), străzi/bulevarde (de exemplu în București, Tecuci, Timișoara etc.), piețe (de exemplu în Suceava), amfiteatre (Universitatea din București) amintesc de marele savant.
- Este înmormântat în Cimitirul Bellu din București.
- Bustul lui Vasile Pârvan din Constanța
- Statuia istoricului Vasile Pârvan realizată de sculptorii Geta Caragiu și Alexandru Gheorghiță, amplasată în fața Muzeului Județean de Istorie din Bacău.

## Legături externe
- Membrii Academiei Române din 1866 până în prezent – P
- Vasile Pârvan: mentorul arheologiei moderne românești[nefuncțională]
, 28 februarie 2009, Vasile Surcel, Jurnalul Național
- Vasile Pârvan și rădăcinile spiritualității românești Arhivat în 2 septembrie 2014, la Wayback Machine., 3 octombrie 2010, Dr. George Enache, Ziarul Lumina
- e-patrimoniu Arhivat în 11 octombrie 2018, la Wayback Machine.